# 전호 (수호전)
전호(田虎)는 중국의 사대기서(四大奇書) 중 하나인 《수호전》(水滸傳)에 등장하는 인물이다. 송나라의 4대 도적(송강, 전호, 왕경, 방랍) 중 한 명으로 위승주(威勝州) 심원현(沁源縣) 출신. 하북(河北) 일대에 대세력을 구축하여 스스로 '진왕(晋王)'이라 칭하였다. 조정에 귀순을 한 양산박 호걸들이 요나라를 물리친 뒤, 조정이 그들에게 다음으로 전호 토벌을 명함으로써 양산박군과 싸우게 된다.
양산박 호걸들의 전호 토벌 이야기는 120회본 91회부터 100회까지 총 10회에 걸쳐 쓰여져 있다. 이 부분은 100회본에는 없고 120회본에서 생겨난 부분이며, 100회본에서는 그의 이름이 4대 도적의 한 사람으로 등장할 뿐이다.

## 생애
위승주의 심원현 출신으로 사냥꾼이었다. 완력이 뛰어나고 무예에 능통하였고 불량배들을 가까이 하여 패거리를 지어 약탈을 자행하였다. 수해와 가뭄 등의 재해로 황폐한 인심을 선동한 전호는 야망을 부풀려 나갔고 부패하고 타락한 고을에 주둔하는 관군을 습격하고, 점차 고을들을 점령해 나가게 된다. 이윽고 위승, 분양, 소덕, 진녕, 개주의 5주와 그 관하인 56현을 점령하였고, 양산박의 호걸들이 요나라를 물리치고 개선했을 때에는 위주를 공격하려 하고 있었다. 날로 증대되는 세력에 교만해진 전호는 송나라로부터의 독립을 선언하고 국호를 '진(晋)'으로 정하고 스스로는 진왕을 참칭하기에 이른다.
그러나 전호의 세력 확대 소문을 들은 양산박의 수령 송강이 스스로 조정에 전호 토벌을 청하고 호걸들을 이끌고 쳐들어가자 전호는 열세에 몰리게 된다. '환마군(幻魔君)'의 별호를 가진 강력한 요술사 교도청이나 국구(國舅) 오리(鄔梨)의 수양딸이자 '경시족(瓊矢鏃)'으로 불리는 돌팔매의 명수 경영 등의 활약으로 여러 차례 양산박군을 궁지에 빠뜨리기도 했으나, 교도청과 경영을 포함한 많은 장수들의 배신에 부딪혀 차례차례 성은 함락되었다. 점령한 고을들도 양산박 측에 탈환되어 간다.
휘하에 수많은 명장들을 거느리고 있던 전호이지만 완력이 뛰어난 것 외에는 특별히 군주로서 유능한 것도 아니었고, 양산박군이 본거지인 위승으로 쳐들어왔을 때는 놀란 나머지 당황만 할 뿐이었다. 주위의 문무제관들도 금나라에 투항하는 것에 대해 말할 뿐이었다. 그 후에 양산박과 내통한 섭청(葉淸)의 감언에 이끌려 직접 전장에 나서는데 전장으로 나가서도 미인들을 데리고 숙영지에서 술자리를 갖는 등 벼락 출세한 사람다운 무능함을 곳곳에서 드러내었다. 전호의 무능함은 끝까지 변함없어서 가명인 '전우(全羽)'로 전호군에 잠입해 있던 장청에게 이미 양산박군에게 점령 된 양원성으로 교묘하게 유인되어 생포되고 만다. 이후 전호는 함께 생포된 동생들인 전표(田豹), 전표(田彪)와 함께 송의 수도 동경 개봉부로 보내져 능지형(凌遲刑)을 선고받고 죽었다.

## 같이 보기
- 수호전
- 교열
- 손안
- 당빈
- 마령
- 경영
- 변상